# اوبتر (کمون)
اوبتر (به فرانسوی: Aubeterre) یک کمون در فرانسه است که در اوب واقع شده‌است. اوبتر ۱۱٫۶۶ کیلومتر مربع مساحت دارد ۱۲۴ متر بالاتر از سطح دریا واقع شده‌است.